# Олга Хаџић
Олга Хаџић (Нови Сад, 25. август 1946 — Нови Сад, 23. јануар 2019) била је српска математичарка и академик. Хаџићева је била ректорка Универзитета у Новом Саду и академик САНУ.

## Биографија
Рођена је у Новом Саду од оца Лазара, адвоката, и мајке Радмиле. Отац јој је био адвокат, а његов деда по мајци био је књижевник и лекар Илија Огњановић. Мајка јој је била из Бијељине из породице Атанацковић, њен стриц је био сликар Миленко Атанацковић.
У Новом Саду је завршила основну школу, гимназију и Средњу музичку школу „Исидор Бајић”, одсек за клавир. Дипломирала је математику на Филозофском факултету Универзитета у Новом Саду 1968. године, исте године је изабрана за асистента на новоформираном Природно-математичком факултету у Новом Саду. Магистрирала је на Природно-математичком факултету у Београду јуна 1970, а докторирала марта 1972. на Природно-математичком факултету Универзитета у Новом Саду. Наслов њене докторске дисертације био је „Неки проблеми диференцијалног рачуна у локално конвексним просторима”, а ментор Богољуб Станковић. Прошла је кроз сва универзитетска звања и за редовног професора на Природно-математичком факултету у Новом Саду изабрана 1981. године.
Области њеног научног рада су нумеричка математика, метода функционалне анализе, топологија и теорија вероватноће. Као аутор и коаутор објавила је више од 200 научних радова и 21 књигу. Други докторат одбранила је 2006. године на Природно-математичком факулету Универзитета у Новом Саду на тему из области стратегијског менаџмента у културном туризму.
Дописни члан Војвођанске академије наука и уметности (ВАНУ) постала је 22. новембра 1984, а редовни 3. децембра 1990. године. Редовни члан Српске академије наука и уметности (САНУ) постала је 29. маја 1991. године. У оквиру САНУ била је члан Одељења за математику, физику и гео-науке. Била је прва жена ректор Универзитета у Новом Саду (1996—1998).
Преминула је 23. јануара и сахрањена 26. јануара 2019. на Градском гробљу у Новом Саду.